# Sun Princess
O Sun Princess é um navio de passageiros construído pelos estaleiros da Fincantieri em Trieste, Itália, para a Princess Cruises, sendo na época de seu lançamento o maior navio de passageiros do mundo. Ele foi a primeira embarcação da Classe Sun de cruzeiros, sendo seguido pelo Dawn Princess, Sea Princess e Ocean Princess.